# Trzecie schronisko w Dolinie Pięciu Stawów Polskich

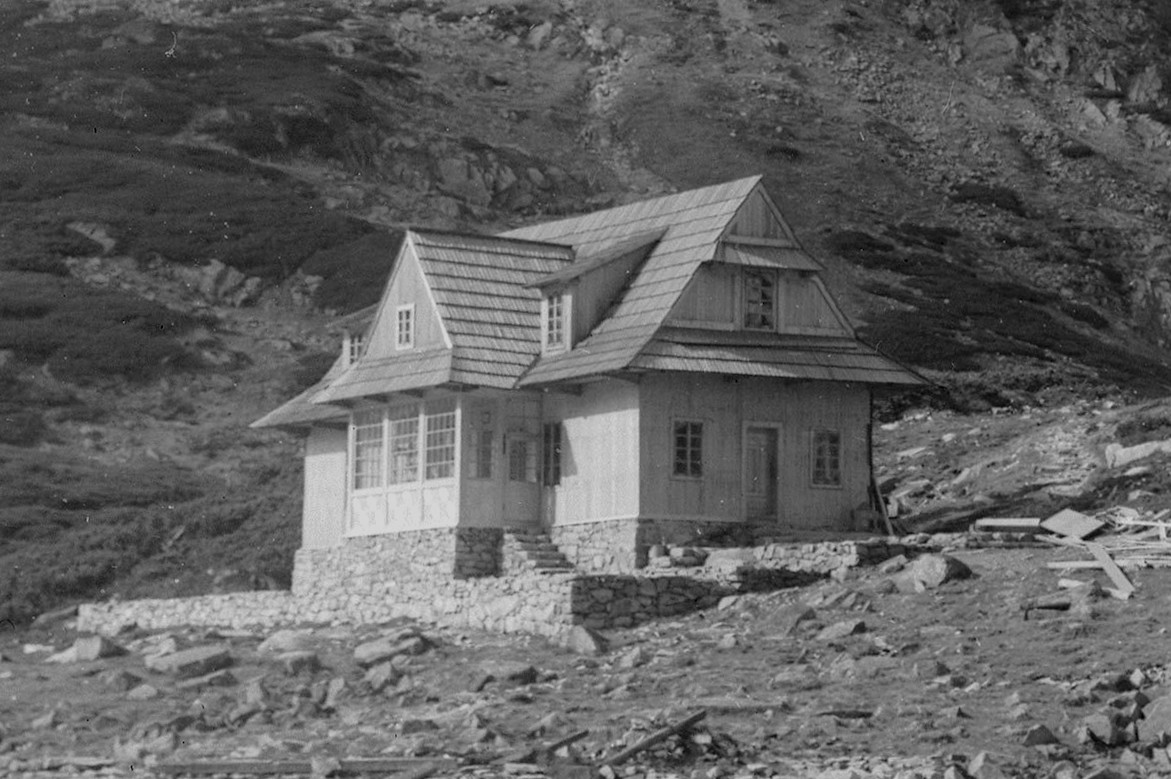
Nieukończone schronisko w 1928

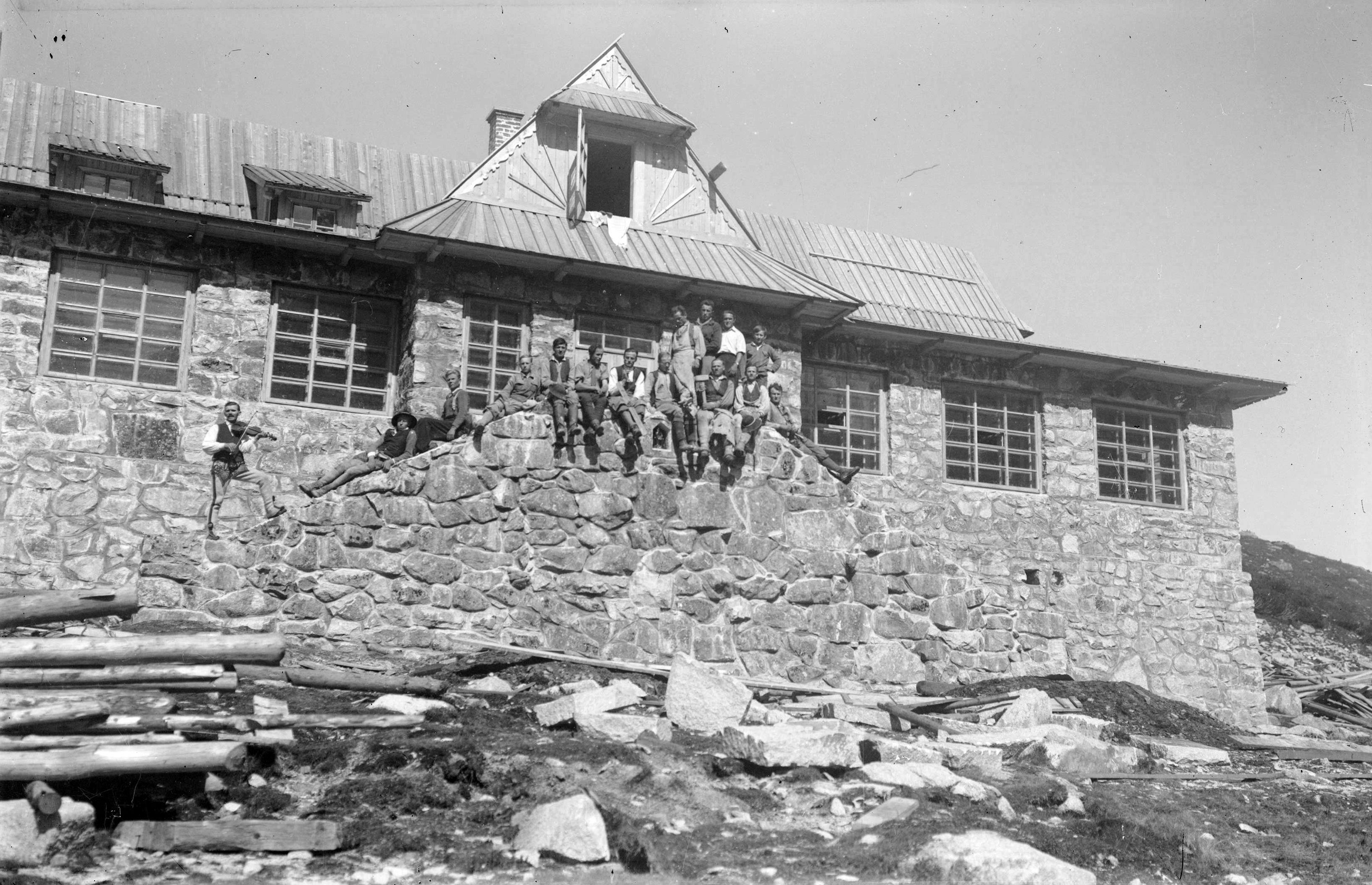
Schronisko w czasie przebudowy z 1933

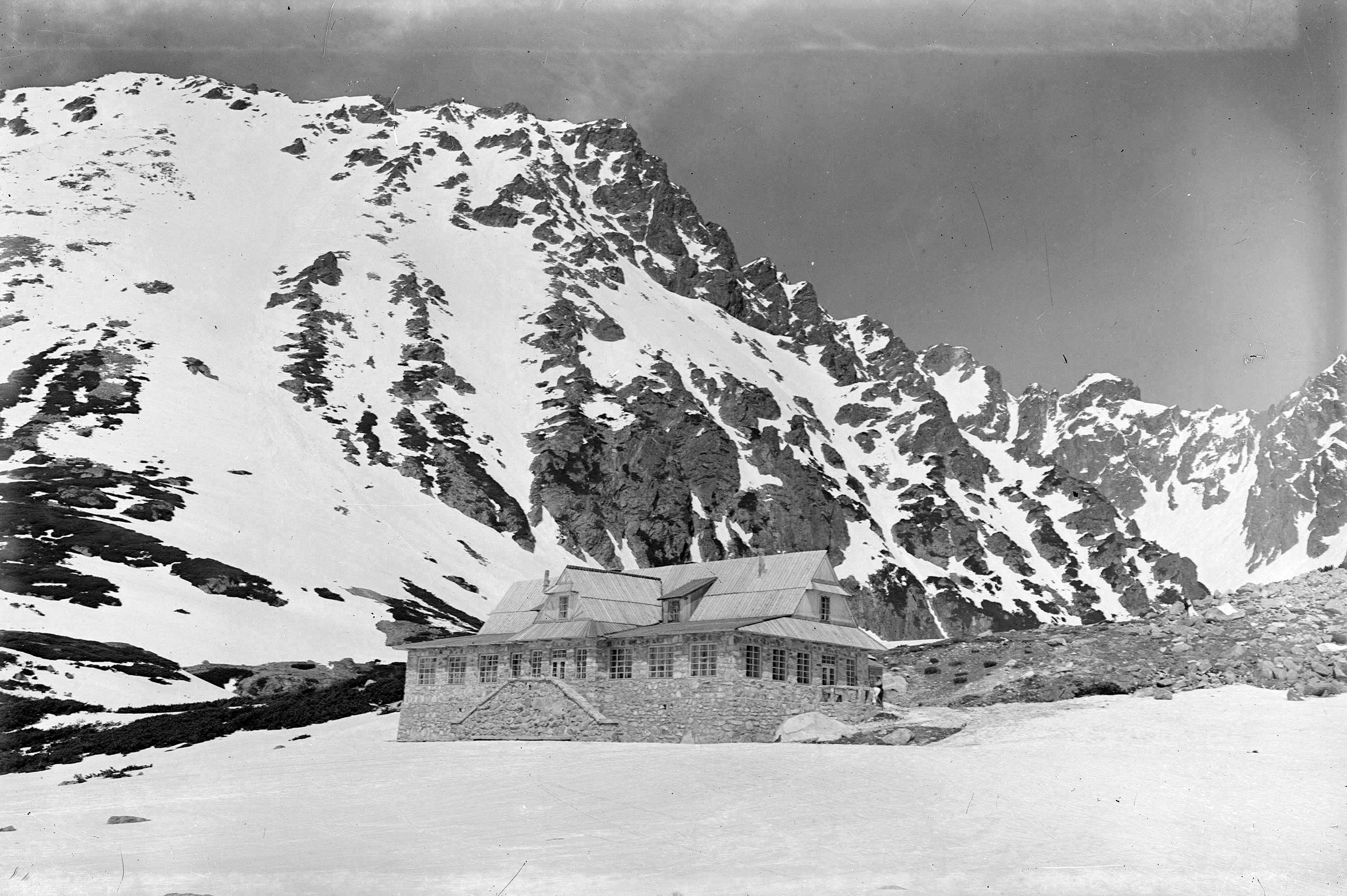
Bryła rozbudowanego schroniska na tle Orlej Perci

Schronisko PTT w Dolinie Pięciu Stawów Polskich – nieistniejące schronisko turystyczne w Dolinie Pięciu Stawów Polskich w Tatrach Wysokich. Znajdowało się nad brzegiem Małego Stawu. 

## Historia

### Budowa
Po zasadniczej reformie organizacyjnej Polskiego Towarzystwa Tatrzańskiego położone nad Małym Stawem drewniane, przestarzałe schronisko im. Ludwika Zejsznera w 1923 roku przeszło w zarząd Oddziału Zakopiański PTT (wcześniej gospodarzyła w nim Sekcja Narciarska TT). Wkrótce zapadła decyzja o wzniesieniu znacznie większego i bardziej nowoczesnego budynku. Miało to być już trzecie schronisko Towarzystwa w tym miejscu (pierwszym był niezagospodarowany kamienny schron, który nieodnawiany od około 1905 roku uległ już do tego czasu zniszczeniu). Projekt budynku sporządził Karol Stryjeński, ceniony architekt i dyrektor Szkoły Przemysłu Drzewnego w Zakopanem, który w późniejszych latach kierował także budową. Szkielet budynku został w całości wykonany przez uczniów szkoły.
Rozpoczęta w 1924 roku budowa, podobnie jak w przypadku poprzednich obiektów w Dolinie Pięciu Stawów, nastręczała poważnych trudności tak organizacyjnych, jak i finansowych. Tradycyjnie największą przeszkodą był próg skalny Siklawy zamykający Dolinę Roztoki, który pokonywano, wnosząc elementy konstrukcyjne bądź to na plecach, bądź też przy pomocy jucznych koni. W celu zgromadzenia środków na budowę schroniska PTT prowadziło zbiórki publiczne, wyprawiało bankiety połączone ze zbieraniem datków, zorganizowało też samoopodatkowanie się członków. Uzyskano przy tym pokaźne subwencje zarówno od Oddziału Głównego PTT, jak i od podmiotów trzecich (m.in. od Tymczasowej Komisji Uzdrowiskowej czy Państwowego Urzędu Wychowania Fizycznego i Przysposobienia Wojskowego). Za transport materiałów częściowo odpowiadała Kompania Wysokogórska pod dowództwem kpt. Władysława Ziętkiewicza. W 1925 roku na patrona obiektu wybrano Leopolda Świerza, zasłużonego działacza TT. Na przełomie 1927 i 1928 roku budynek zadaszono, dzięki czemu latem 1928 roku został on częściowo otwarty dla turystów (udostępniano noclegi dla nawet 40 osób). W okresie zimowym przyjmowano 30 osób, spośród których 20 udostępniano łóżka. Także w 1928 roku oszalowano ściany, wybudowano werandę, urządzono pokoje na piętrze i poddaszu, uzupełniając przy tym wyposażenie. Niemniej prace co do zasady postępowały powoli, co nie pozostawało niezauważone wśród członów opinii publicznej.
W toku prac na jaw wyszło, że konstrukcja budynku (jego podmurówka) była zbyt przewiewna. W konsekwencji w okresie silnego wiatru wnętrza schroniska nie można było ogrzać nawet mimo dodatkowego uszczelnienia i wybudowania w 1930 roku potężnego pieca kaflowego w sali sypialnej. W tym samym okresie liczba miejsc noclegowych wzrosła do 56, w tym 26 na łóżkach. Oficjalne otwarcie obiektu zaplanowano na 27 września 1931 r., jednak uroczystość nie doszła do skutku wobec niespodziewanie wczesnych i obfitych opadów śniegu. Nadchodząca zima ujawniła przy tym dalsze problemy z izolacją budynku: na skutek silnych wiatrów wiejących w wysokogórskiej dolinie drewniane deski stanowiące zewnętrzną warstwę budynku gwałtownie wyschły, a w konsekwencji skurczyły się, odsłaniając liczne szpary. W tej sytuacji dach obito papą, a jednocześnie sporządzono wstępne plany przebudowy schroniska, które w tym czasie wciąż jeszcze czekało na oficjalne otwarcie. To nastąpiło dopiero 18 września 1932 r. (wcześniejszy termin w czerwcu nie został dotrzymany) w obecności licznych zaproszonych gości, w tym delegatów Zarządu Głównego PTT, Karpathenverein, przedstawicieli władz wojewódzkich, powiatowych i gminnych oraz kościeliskiego proboszcza ks. Jana Humpoli, który dokonał poświęcenia budynku. Budowa trwała w sumie blisko dziewięć lat.

### Przebudowa
Wiosną 1933 roku przystąpiono do planowanej rozbudowy, korzystając z materiałów intensywnie gromadzonych już w roku poprzednim. Dotychczasową drewnianą konstrukcję obudowano z zewnątrz ścianami z miejscowego kamienia, odpowiednio wydłużono skrzydła i dach. Powstała wówczas otaczająca stary budynek duża weranda, masywne schody wejściowe, nowe pokoje i wielkich rozmiarów sala jadalna, w której w warunkach letnich udzielano tanich noclegów dla dużych grup zorganizowanych, w szczególności wycieczek szkolnych. Dobudowano kuchnię i pomieszczenie gospodarcze. Po modernizacji obiekt mógł jednorazowo udzielić do 100 noclegów, jednak, co najważniejsze, uzyskano zamierzony efekt izolacji cieplnej. Wszystko to odbyło się jednak kosztem dostępu światła słonecznego, jako że zasadnicza część starego schroniska została zamknięta wewnątrz nowych murów. Koszt rozbudowy wyniósł 26 400 zł. Planowano też rozebranie w przyszłości drewnianego wnętrza i zastąpienie go konstrukcją kamienną, jednak plany te ostatecznie nie doczekały się realizacji.

### Dalsze losy
W kolejnych latach wprowadzano dalsze udogodnienia. Wybudowano pralnię z suszarnią i narciarnię (1935), zainstalowano oświetlenie gazowe, powstały nowe ubikacje (1936), a z pobliskiej studni doprowadzono niezamarzający zimą wodociąg (1937). W 1935 roku w ścianę werandy, obok wejścia wmurowano ujętą w dwa czekany pamiątkową tablicę poświęconą patronom obiektu, taternikom Leopoldowi Świerzowi i jego synowi Mieczysławowi.
Schronisko od początku swojej działalności cieszyło się dużą popularnością, działało bowiem w okresie świetności międzywojennej turystyki tatrzańskiej. Przyjmowało nie tylko indywidualnych turystów, ale organizowało także imprezy i obozy, między innymi obozy Polskiego Związku Narciarskiego. Uczestniczyła w nich elita przedwojennych narciarzy polskich: Helena Marusarzówna Stanisław Marusarz, Jan Marusarz, Andrzej Marusarz, Marian Woyna Orlewicz, Helena Becker, Bronisław Czech.
Schroniskiem początkowo zarządzali ostatni najemcy z poprzedniego obiektu PTT – Wiktoria i Józef Bigosowie. Następnie w 1931 gospodarzami została rodzina Krzeptowskich – Andrzej i jego żona Maria z Budzów (siostra Wiktorii Bigosowej), którzy w poprzednim roku prowadzili schronisko roztoczańskie.
W 1939 r. w czasie okupacji niemieckiej Andrzej i Maria Krzeptowscy musieli opuścić obiekt, ale jeszcze tego samego roku Maria Krzeptowska wróciła i wraz z synami zamieszkała w schronisku. Budynek szczęśliwie przetrwał wojnę (w latach 1943–1944 pokój na piętrze przeznaczony był dla patroli Grenzschutzu), jednak 9 maja 1945 r. (według innych źródeł ok. 20 maja) w niewyjaśnionych okolicznościach doszczętnie spłonęło. Prawdopodobnie ogień został zaprószony przez żołnierzy radzieckich.
Po wojnie Andrzej Krzeptowski z żoną podjęli starania o odbudowę schroniska. Obok stojących jeszcze ruin spalonego schroniska PTT w latach 1946–1947 wybudowali niewielki, jednopokojowy drewniany domek. Funkcjonował on w roli schroniska do 1954 r., to jest do wybudowania nad Przednim Stawem dużego schroniska PTTK. Po kolejnych czternastu latach dawne schronisko Krzeptowskich zostało przekształcone w strażnicówkę TPN i w takiej roli funkcjonuje do dzisiaj. Ruiny trzeciego schroniska rozebrano w 1958 r.

## Forma architektoniczna
Pierwotne schronisko według projektu Karola Stryjeńskiego powstało na planie prostokąta na wysokiej kamiennej podmurówce z nieociosanych głazów. Posiadało zagospodarowane poddasze i niewielką przeszkloną werandę frontową. Całość nakryto wysokim półszczytowym dachem krytym gontem z wyględami i gankiem ponad werandą. Schronisko pozbawione było charakterystycznych dla stylu zakopiańskiego ozdób (poza romboidalnym wzorem na ścianie parapetowej werandy), zachowując prostą formę drewnianej chaty. Budynek miał być wyrazem autorskiej teorii Stryjeńskiego na temat budowy schronisk turystycznych jako niewielkich, malowniczych obiektów nawiązujących do architektury góralskiej. Jednocześnie wbrew ogólnym zasadom wyznawanym przez autora projektu drewniana bryła schroniska PTT nie została w żaden sposób wkomponowana w otaczający ją skalny krajobraz. Co więcej, zastosowano niespotykaną na terenach górskich konstrukcję ryglową opierzaną z obu stron, co stało się jedną z przyczyn przewiewności budynku w jego pierwotnej formie. Schronisko prezentowało styl neowernakularny.
Po rozbudowie obiekt utracił swoją lekkość, stał się bardziej przysadzisty, jednak był znacznie lepiej dopasowany do miejsca, w którym został wzniesiony. Niezrealizowany plan dalszej przebudowy zakładał podwyższenie budynku o dodatkowe piętro z tarasem osłoniętym podniesioną połacią dachową wspartą na drewnianych słupach z zastrzałami, co upodobniłoby go do schronisk alpejskich (styl szwajcarskiego szaletu).

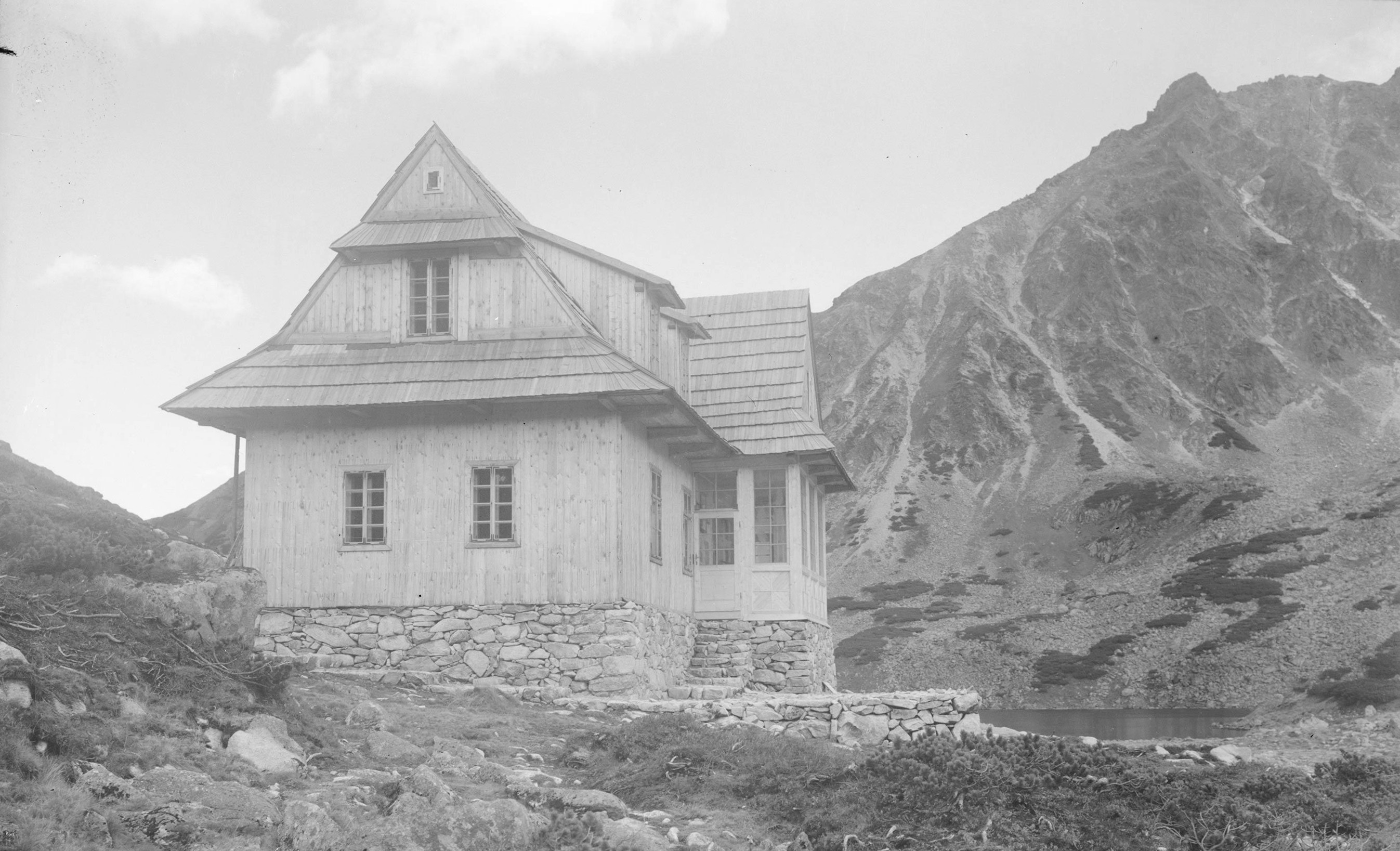
Fasada boczna (północno-zachodnia) przed rozbudową…
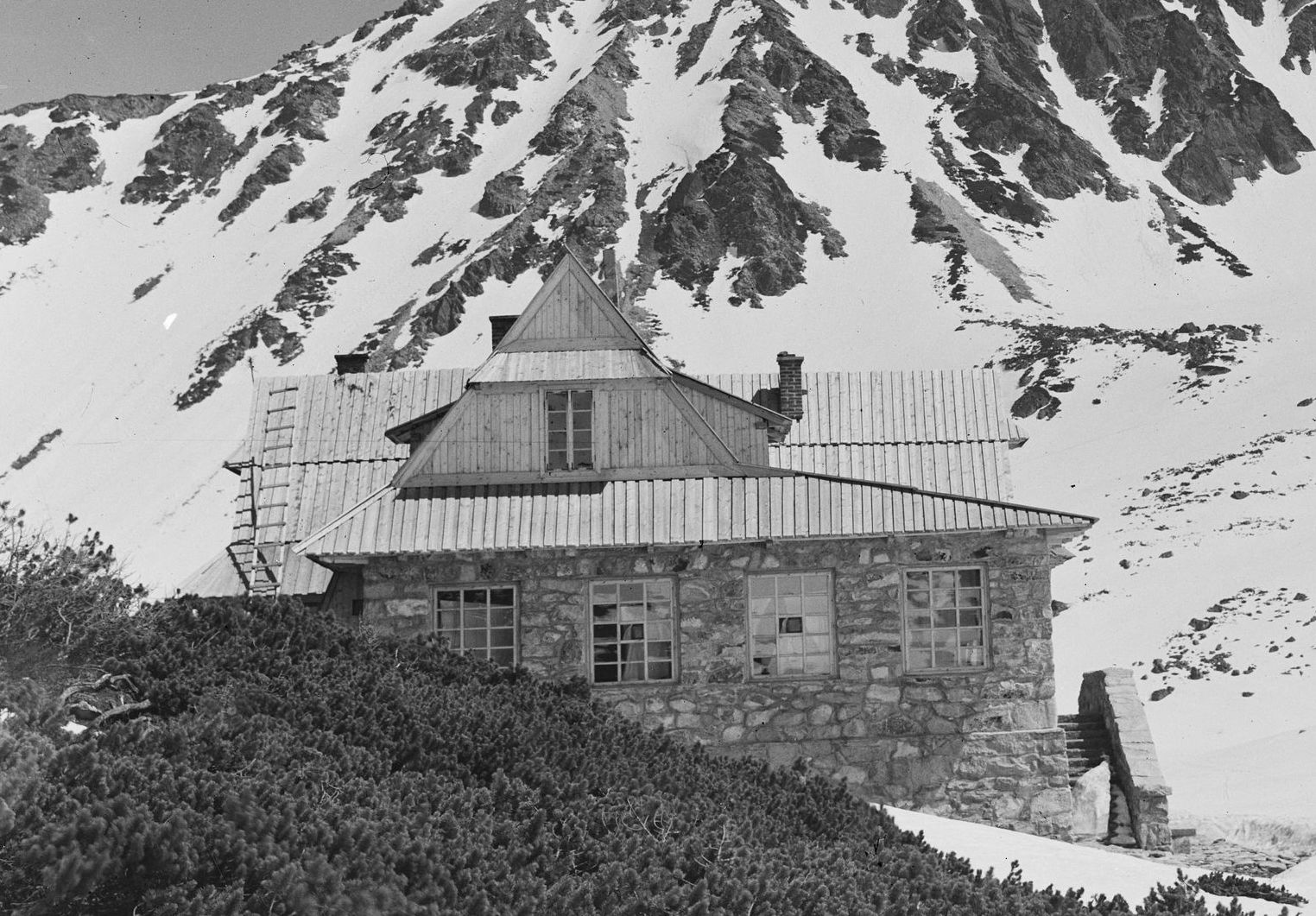
…i po jej zakończeniu